# Masters Tournament 2010

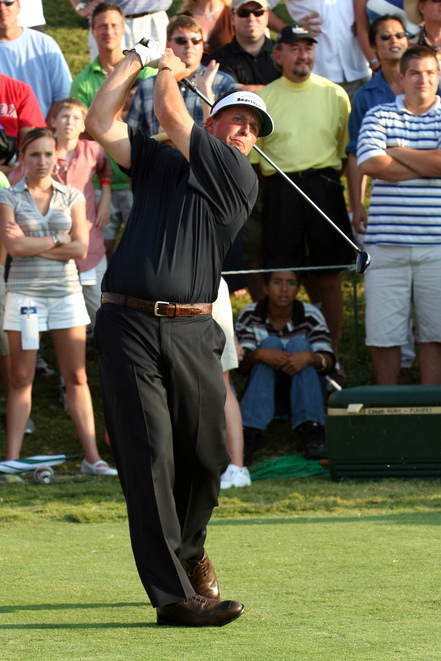
Winnaar 2010: Phil Mickelson.

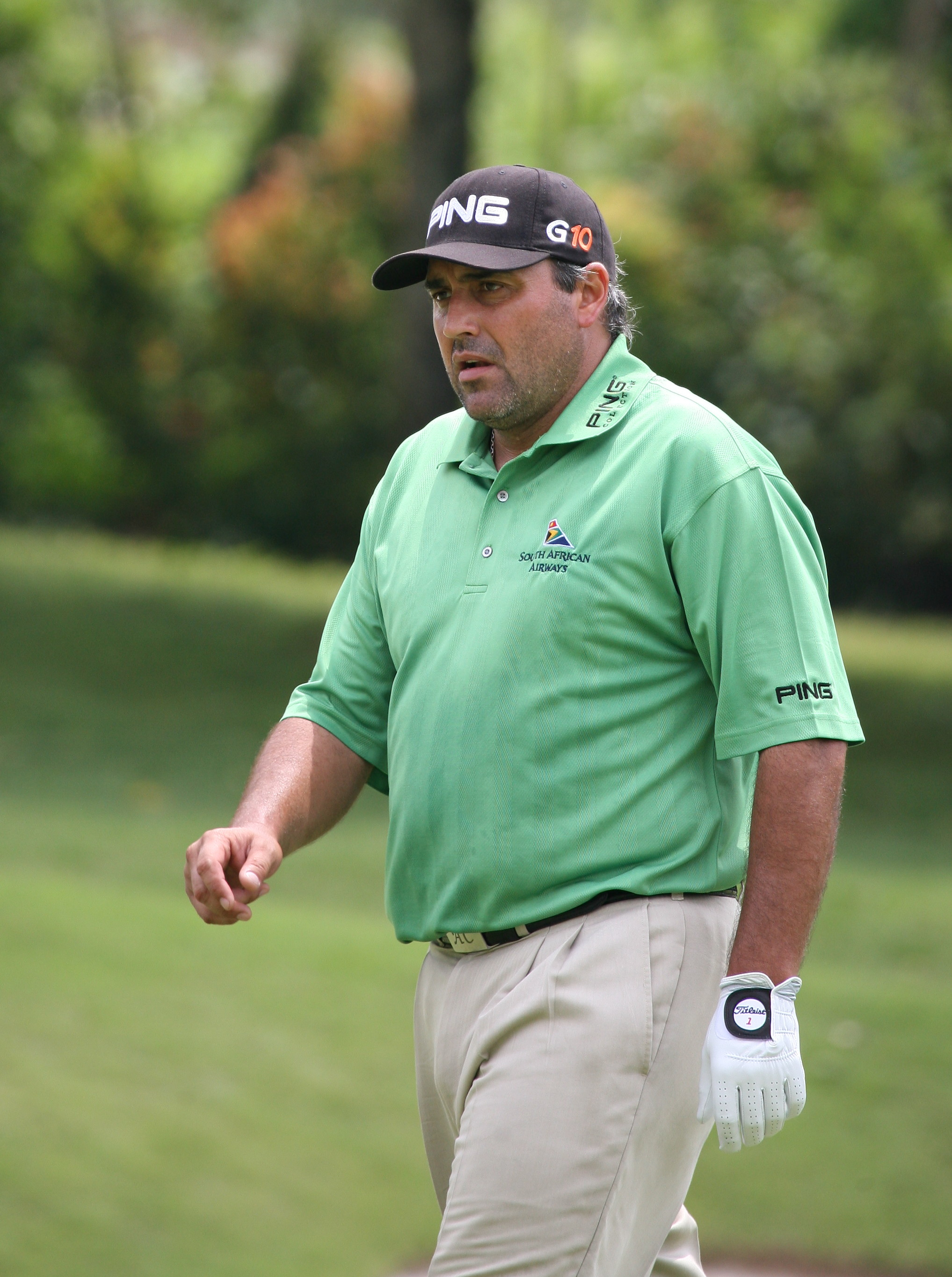
Winnaar 2009: Ángel Cabrera

Het Masters Tournament 2010, de eerste major van het golfseizoen, werd van 8 tot 11 april 2010 gehouden op de Augusta National Golf Club in Augusta, de op een na grootste stad van de Amerikaanse staat Georgia. Titelverdediger was de Argentijn Ángel Cabrera.

## Verslag

#### Ronde 1
De 74ste Masters werd geopend door twee legendarische spelers: Jack Nicklaus en Arnold Palmer, die beiden op de eerste tee een bal afsloegen. Tien minuten later sloeg de eerste partij af.
De eerste ronde had urenlang vier leiders met een score van -5: Tom Watson, Lee Westwood, Phil Mickelson en Y E Yang, waarbij Watson de enige was die geen enkele bogey maakte. Zij werden ingehaald door Fred Couples, die -6 maakte. Een andere naam die in de top 10 stond was Sandy Lyle. Titelverdediger Ángel Cabrera maakte +1, de beste amateur was Matteo Manassero met -1. Tiger Woods maakte een comeback met -4.

#### Ronde 2
14:00 uur: Bijna alle spelers waren gestart. Sandy Lyle stond na negen holes op +10 stond en sloeg een ronde van 86.
18:30 uur: De bijna 37-jarige Lee Westwood had veel lange putts gemaakt en deelde de leiding met Ian Poulter met -8. Manassero, die zijn coach Alberto Binaghi als caddie had meegenomen, en met Lee Westwood en Mike Weir speelde, was de enige amateur die zich kwalificeerde voor het weekend. Hij kreeg op zondag de 'Silver Cup' als beste amateur. Thongchai Jaidee had zich halverwege de tweede ronde teruggetrokken vanwege een elleboogblessure. Veertien spelers waren nog in de baan.

#### Ronde 3
17:00 uur: Er deden nog 48 spelers mee. Nadat de twee leiders negen holes hadden gespeeld, stond Westwood met -11 aan de leiding, gevolgd door Poulter met -8, Mickelson met -7 en Mahan met -6. Vier spelers stonden op -5, waaronder Fred Couples en Tiger Woods.  Woods scoorde -2.
Mickelson, die de Masters ook in 2004 en 2006 won, maakte de beste ronde van de dag, vooral omdat hij op holes 13, 14 en 15 eagle, eagle, birdie maakte, maar verder stonden er ook drie bogeys op zijn kaart.

#### Ronde 4

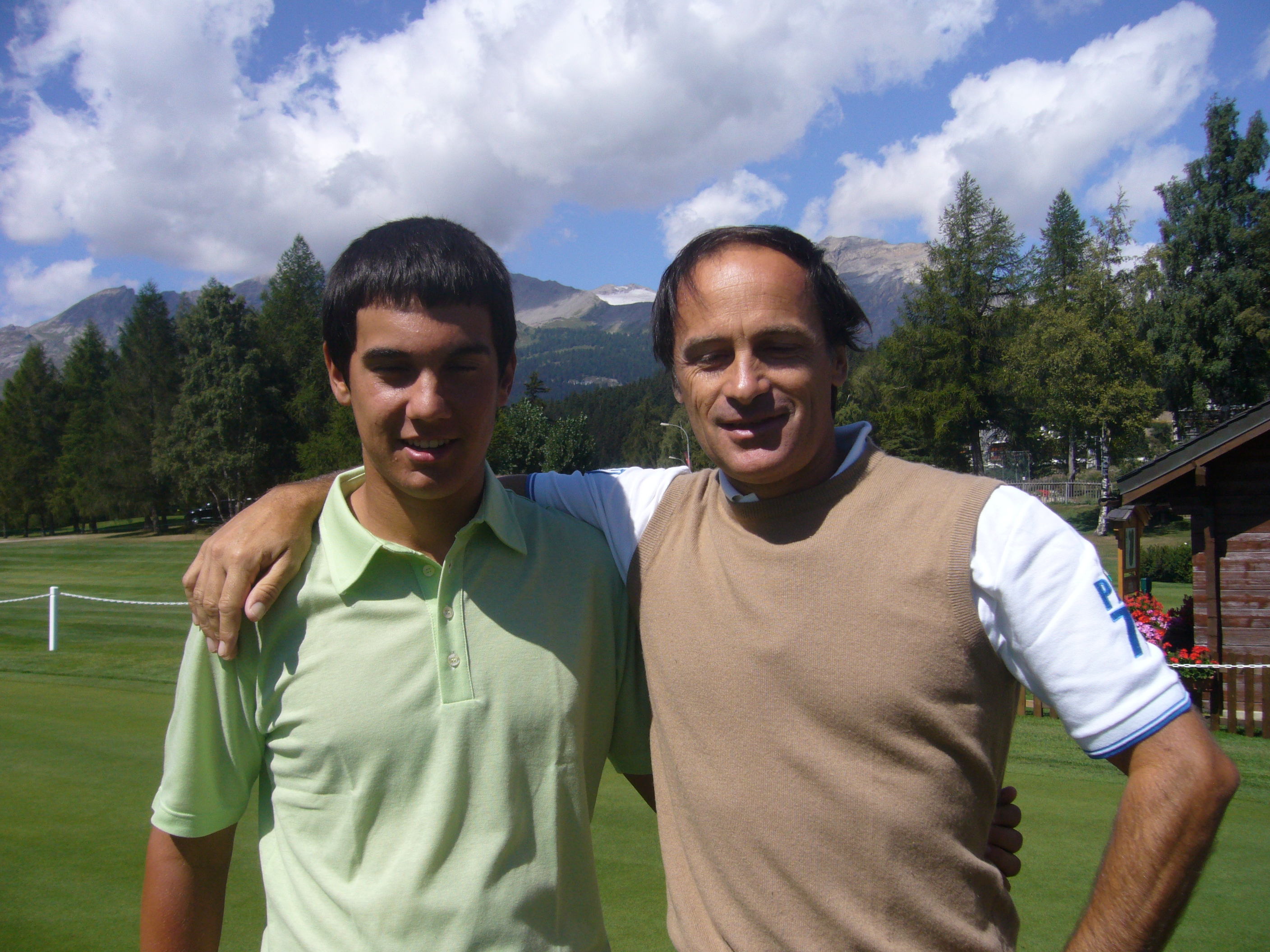
Manassero, beste amateur, met zijn coach/caddie Alberto Binaghi.

14:00 uur: Nathan Green was als eerste terug in het clubhuis. Hij maakte op hole 16 de eerste hole-in-one. Hij maakte een ronde van 75, waarmee hij onderaan de lijst stond.
16:30 uur: Tiger Woods miste op hole 1 zijn afslag, daarna de green, zijn chip en zijn putt en maakte een bogey. Op hole 2, een par 5, kreeg hij de bal niet uit de bunker en miste hij zijn birdie. Op hole 3 sloeg hij over de green heen en maakte hij weer een bogey. Op hole 5 kwam weer een bogey, dus belandde hij voorlopig op de achtste plaats. Lee Westwood en Phil Mickelson stonden na acht holes gelijk op -12. K J Choi maakte in negen holes -3 stond nu derdde met -11. Fred Couples had in negen holes ook -3 gemaakt en volgde op de vierdde plaats met -10.
De amateur Matteo Manassero was binnen en stond +4 voor het toernooi en daarmee op de 36ste plaats.
17:00: Choi maakte een birdie op de tiende hole en kwam aan de leiding met Mickelson op -12. Lee Westwood maakte een bogey op hole 9 gemaakt en ging naar -11 gegaan. Enkele minuten later maakte Kim een eagle op hole 15, zodat hij ook op -11 kwam.
De laagste ronde van het toernooi werd binnengebracht door Nick Watney. Hij scoorde 65 (-7), waardoor hij op de zevende plaats eindigde. Later kwam ook Anthony Kim met een -7 binnen, waardoor hij naar de derde plaats steeg.
De winnaar werd Phil Mickelson, die een kaart zonder bogeys mocht ondertekenen en voor de derde keer het groene jasje mocht aantrekken.
- Live leaderboard

## Eindstand
| Nr  | Naam           | R1 | Score | Nr  | R2 | Score | Totaal | Nr  | R3 | Score | Totaal | Nr  | R4 | Score | Totaal |
| --- | -------------- | -- | ----- | --- | -- | ----- | ------ | --- | -- | ----- | ------ | --- | -- | ----- | ------ |
| 1   | Phil Mickelson | 67 | -5    | T2  | 71 | -1    | -6     | T3  | 67 | -5    | -11    | 2   | 67 | -5    | -16    |
| 2   | Lee Westwood   | 67 | -5    | T2  | 69 | -3    | -8     | 1   | 68 | -4    | -12    | 1   | 71 | -1    | -13    |
| 3   | Anthony Kim    | 68 | -4    | T7  | 70 | -2    | -6     | T3  | 73 | +1    | -5     | T9  | 65 | -7    | -12    |
| T4  | K J Choi       | 67 | -5    | T2  | 71 | -1    | -6     | T3  | 70 | -2    | -8     | T3  | 69 | -3    | -11    |
| T4  | Tiger Woods    | 68 | -4    | T7  | 70 | -2    | -6     | T3  | 70 | -2    | -8     | T3  | 60 | -3    | -11    |
| 6   | Fred Couples   | 66 | -6    | 1   | 75 | +3    | -3     | T9  | 68 | -4    | -7     | 5   | 70 | -2    | -9     |
| 7   | Nick Watney    | 68 | -4    | T7  | 76 | +4    | par    | T21 | 71 | -1    | -1     | T17 | 65 | -7    | -8     |
| T8  | Hunter Mahan   | 71 | -1    | T20 | 71 | -1    | -2     | T12 | 68 | -4    | -6     | T6  | 71 | -1    | -7     |
| T8  | Y E Yang       | 67 | -5    | T2  | 72 | 0     | -5     | 8   | 72 | par   | -5     | T9  | 70 | -2    | -7     |
| T10 | Ian Poulter    | 68 | -4    | T7  | 68 | -4    | -8     | 1   | 74 | +2    | -6     | T6  | 73 | +1    | -5     |
| T10 | Ricky Barnes   | 68 | -4    | T7  | 70 | -2    | -6     | T3  | 72 | par   | -6     | T6  | 73 | +1    | -5     |
| T18 | Tom Watson     | 67 | -5    | T2  | 74 | +2    | -3     | T9  | 73 | +1    | -2     | T14 | 73 | +1    | -1     |
| T30 | Søren Kjeldsen | 70 | -2    | T?  | 71 | -1    | -3     | T9  | 75 | +3    | par    | T22 | 75 | +3    | +3     |

Fred Couples scoorde in de eerste ronde -6, dit is nog steeds de beste ronde van het toernooi.

## De baan
De officiële opening van Augusta National Golf Club vond plaats op 13 januari 1933. De baan was het idee van de beroemde golfer Bobby Jones en zijn vriend Clifford Roberts en het ontwerp kwam van Alister MacKenzie. De baan bestaat uit 18 holes en heeft tijdens de Masters een par van 72 en een lengte van 7435 yards.
| Hole   | 1   | 2   | 3   | 4   | 5   | 6   | 7   | 8   | 9   | 10  | 11  | 12  | 13  | 14  | 15  | 16  | 17  | 18  | Totaal |
| ------ | --- | --- | --- | --- | --- | --- | --- | --- | --- | --- | --- | --- | --- | --- | --- | --- | --- | --- | ------ |
| Meters | 445 | 575 | 320 | 219 | 416 | 165 | 411 | 521 | 421 | 453 | 462 | 142 | 466 | 402 | 485 | 155 | 402 | 425 | 6799   |
| Yards  | 416 | 526 | 350 | 240 | 455 | 180 | 450 | 570 | 460 | 495 | 505 | 155 | 510 | 440 | 530 | 170 | 440 | 465 | 7435   |
| Par    | 4   | 5   | 4   | 3   | 4   | 3   | 4   | 5   | 4   | 4   | 4   | 3   | 5   | 4   | 5   | 3   | 4   | 4   | 72     |

## De spelers
Er doen zes amateurs mee, waaronder de Italiaan Matteo Manassero (winnaar Brits Amateur) en de Koreaan Byeong-hun An (winnaar US Amateur). In de week voor de Masters hebben zij om de Georgia Cup gespeeld, Matteo won met 5&4.
Chang-Won Han mag meedoen omdat hij in China de eerste editie van het Aziatisch Amateur Kampioenschap won. Nathan Smith won het US Mid-Amateur Golfkampioenschap om hier voor de tweede keer te mogen spelen.
| - Robert Allenby - Byeong-hun An (AM) - Ricky Barnes - Brad Benjamin (AM) - Ángel Cabrera - Chad Campbell - Michael Campbell - Paul Casey - K J Choi - Stewart Cink - Tim Clark - Fred Couples - Ben Crane - Ben Crenshaw - Ben Curtis - Luke Donald - Jason Dufner - David Duval - Simon Dyson - Ernie Els - Ross Fisher - Steve Flesch - Raymond Floyd - Jim Furyk - Sergio García | - Brian Gay - Lucas Glover - Retief Goosen - Nathan Green - Bill Haas - Todd Hamilton - Chang-Won Han (AM) - Anders Hansen - Søren Hansen - Pádraig Harrington - Yuta Ikeda - Trevor Immelman - Ryo Ishikawa - Thongchai Jaidee - Miguel Ángel Jiménez - Dustin Johnson - Zach Johnson - Robert Karlsson - Shingo Katayama - Martin Kaymer - Jerry Kelly - Anthony Kim - Søren Kjeldsen - Matt Kuchar | - Bernhard Langer - Marc Leishman - Justin Leonard - Sandy Lyle - Hunter Mahan - Matteo Manassero (AM) - Steve Marino - Ben Martin (AM) - Graeme McDowell - Rory McIlroy - John Merrick - Phil Mickelson - Larry Mize - Edoardo Molinari - Francesco Molinari - Ryan Moore - Kevin Na - Sean O'Hair - Mark O'Meara - Geoff Ogilvy - Louis Oosthuizen - Ryan Palmer - Kenny Perry - Ian Poulter | - Alvaro Quiros - John Rollins - Rory Sabbatini - Charl Schwartzel - Adam Scott - John Senden - Vijay Singh - Heath Slocum - Nathan Smith (AM) - Craig Stadler - Henrik Stenson - Steve Stricker - David Toms - Scott Verplank - Camilo Villegas - Nick Watney - Tom Watson - Mike Weir - Lee Westwood - Oliver Wilson - Chris Wood - Tiger Woods - Ian Woosnam - Y E Yang |

1934 ·
1935 ·
1936 ·
1937 ·
1938 ·
1939 ·
1940 ·
1941 ·
1942 ·
1943 ·
1944 ·
1945 ·
1946 ·
1947 ·
1948 ·
1949 ·
1950 ·
1951 ·
1952 ·
1953 ·
1954 ·
1955 ·
1956 ·
1957 ·
1958 ·
1959 ·
1960 ·
1961 ·
1962 ·
1963 ·
1964 ·
1965 ·
1966 ·
1967 ·
1968 ·
1969 ·
1970 ·
1971 ·
1972 ·
1973 ·
1974 ·
1975 ·
1976 ·
1977 ·
1978 ·
1979 ·
1980 ·
1981 ·
1982 ·
1983 ·
1984 ·
1985 ·
1986 ·
1987 ·
1988 ·
1989 ·
1990 ·
1991 ·
1992 ·
1993 ·
1994 ·
1995 ·
1996 ·
1997 ·
1998 ·
1999 ·
2000 ·
2001 ·
2002 ·
2003 ·
2004 ·
2005 ·
2006 ·
2007 ·
2008 ·
2009 ·
2010 ·
2011 ·
2012 ·
2013 ·
2014 ·
2015 ·
2016 ·
2017 ·
2018 ·
2019 ·
2020